# Marthin Kornbakk
Marthin Peter Kornbakk (ur. 13 lutego 1964 w Göteborgu) – szwedzki zapaśnik walczący w stylu klasycznym. Olimpijczyk z Barcelony 1992, gdzie zajął jedenaste miejsce kategorii 68 kg.
Wicemistrz świata w 1991, a czwarty w 1993. Wicemistrz Europy w 1991. Drugi w Pucharze Świata w 1989 i 1990, a piąty w 1985. Drugi na igrzyskach bałtyckich w 1993. Zdobył dwa medale na mistrzostwach nordyckich w latach 1988 – 1993. Wicemistrz świata juniorów w 1980 roku.
Jest bratem Torbjörna, zapaśnika i medalisty z tych samych igrzysk.